# Trigono vescicale
Il trigono vescicale (di Lieutaud) è una regione liscia triangolare posizionata all'interno della vescica delimitata dai due orifizi ureterali e dall'orifizio uretrale interno. Si mantiene liscia anche a vescica vuota. La zona è molto sensibile alla dilatazione e una volta che viene allungata in una certa misura, causa riempimento della vescica urinaria, viene inviato al cervello un segnale per favorire lo svuotamento. I segnali diventano più forti man mano che la vescica si riempie. Embriologicamente, il trigono vescicale è derivato dall'estremità caudale dei condotti mesonefrici, è di origine mesodermica (mentre il resto della vescica è endodermico). Nelle femmine i condotti mesonefrici regrediscono, così il trigono diviene meno evidente, seppur ancora presente.

## Disposizione e rapporti
Il trigono vescicale nella donna prende rapporto con la vagina, mentre nell'uomo prende rapporto con la prostata.

## Patologia
Il trigono vescicale deve la sua importanza clinica allo sviluppo di infezioni (trigonite).